# Meisje (Zo lelijk als de nacht)
Meisje (Zo lelijk als de nacht) is een nummer van de Nederlandse rapper DJ Madman. Het werd uitgegeven in mei 1997 door TipTop.

## Achtergrond
Daams schreef het nummer nadat hij een reportage van Jambers zag over lelijke mensen.

## Noteringen

### Single Top 100
| Hitnotering: 24-5-1997 t/m 11-10-1997 | Hitnotering: 24-5-1997 t/m 11-10-1997 | Hitnotering: 24-5-1997 t/m 11-10-1997 | Hitnotering: 24-5-1997 t/m 11-10-1997 | Hitnotering: 24-5-1997 t/m 11-10-1997 | Hitnotering: 24-5-1997 t/m 11-10-1997 | Hitnotering: 24-5-1997 t/m 11-10-1997 | Hitnotering: 24-5-1997 t/m 11-10-1997 | Hitnotering: 24-5-1997 t/m 11-10-1997 | Hitnotering: 24-5-1997 t/m 11-10-1997 | Hitnotering: 24-5-1997 t/m 11-10-1997 | Hitnotering: 24-5-1997 t/m 11-10-1997 | Hitnotering: 24-5-1997 t/m 11-10-1997 | Hitnotering: 24-5-1997 t/m 11-10-1997 | Hitnotering: 24-5-1997 t/m 11-10-1997 | Hitnotering: 24-5-1997 t/m 11-10-1997 | Hitnotering: 24-5-1997 t/m 11-10-1997 | Hitnotering: 24-5-1997 t/m 11-10-1997 | Hitnotering: 24-5-1997 t/m 11-10-1997 | Hitnotering: 24-5-1997 t/m 11-10-1997 | Hitnotering: 24-5-1997 t/m 11-10-1997 |
| Week:                                 | 1                                     | 2                                     | 3                                     | 4                                     | 5                                     | 6                                     | 7                                     | 8                                     | 9                                     | 10                                    | 11                                    | 12                                    | 13                                    | 14                                    | 15                                    | 16                                    | 17                                    | 18                                    | 19                                    | 20                                    |
| ------------------------------------- | ------------------------------------- | ------------------------------------- | ------------------------------------- | ------------------------------------- | ------------------------------------- | ------------------------------------- | ------------------------------------- | ------------------------------------- | ------------------------------------- | ------------------------------------- | ------------------------------------- | ------------------------------------- | ------------------------------------- | ------------------------------------- | ------------------------------------- | ------------------------------------- | ------------------------------------- | ------------------------------------- | ------------------------------------- | ------------------------------------- |
| Positie:                              | 79                                    | 66                                    | 50                                    | 42                                    | 25                                    | 13                                    | 9                                     | 2                                     | 2                                     | 2                                     | 2                                     | 3                                     | 4                                     | 9                                     | 11                                    | 21                                    | 27                                    | 37                                    | 45                                    | 61                                    |
| Week:                                 | 21                                    |                                       |                                       |                                       |                                       |                                       |                                       |                                       |                                       |                                       |                                       |                                       |                                       |                                       |                                       |                                       |                                       |                                       |                                       |                                       |
| Positie:                              | 80                                    | uit                                   |                                       |                                       |                                       |                                       |                                       |                                       |                                       |                                       |                                       |                                       |                                       |                                       |                                       |                                       |                                       |                                       |                                       |                                       |